# Caucus démocratique représentatif
Pour les articles homonymes, voir DRC.
Le Caucus démocratique représentatif (en anglais, Democratic Representative Caucus  ou DRC) était un groupe de députés à la Chambre des communes du Canada qui ont quitté l'Alliance canadienne en 2001 pour protester contre le leadership de Stockwell Day. Ce dernier était considéré par bien des observateurs externes comme un chef faible et gaffeur, dont les erreurs et les remarques parfois controversées mettaient parfois en péril les efforts de son propre caucus. Au cours du printemps 2001, plusieurs membres de son cabinet fantôme démissionnèrent de leurs postes.

## Historique
Le 2 mai, Art Hanger fut le premier député allianciste à être éjecté du caucus pour avoir critiqué son chef. Deux semaines plus tard, le 16 mai, il fut suivi de Chuck Strahl, Gary Lunn, Jim Pankiw, Val Meredith, Grant McNally, Jay Hill et Jim Gouk. Monte Solberg, Andy Burton et Brian Fitzpatrick allèrent les rejoindre dans la deuxième moitié du mois de juin, et dans la première semaine de juillet ils furent suivis par Deborah Grey et Inky Mark. Pendant l'été, ce groupe de députés siégèrent sous le nom du "Caucus allianciste indépendant", et furent humoristiquement surnommés l'Alliance rebelle par divers commentateurs politiques.
Au début du mois de septembre, une offre fut faite aux députés selon laquelle ils seraient réadmis au caucus allianciste s'ils promettaient de ne pas critiquer la direction de Day. Les députés firent des sondages auprès de leurs électeurs, et le 10 septembre, l'offre fut acceptée par Hanger, Gouk, Solberg, Fitzpatrick et Burton. Les sept députés restants refusèrent, et initièrent les Caucus démocratique représentatif le 12 septembre, avec Chuck Strahl en chef parlementaire. Ils n'avaient pas dans leur intentions de former un nouveau parti politique, mais simplement un caucus de groupe.
Deux semaines plus tard, le 24 septembre, les membres du CDR formèrent une coalition avec les progressistes-conservateurs. Ceci devait être l'infrastructure qu'utiliserait Joe Clark pour unir les deux partis selon ses propres critères plutôt que ceux de Day. Clark, en tant que chef du Parti PC, demeura chef de la caucus de la coalition "PC-CDR", et Strahl fut nommé chef adjoint. La décision de former une coalition était controversée, mais Clark et Strahl tentèrent de proposer des politiques communes qu'accepteraient à la fois les membres du Parti PC et ceux de l'Alliance.
Bien que les membres du CDR insistèrent qu'ils demeuraient loyaux à l'Alliance canadienne malgré leur opposition à la direction de Day, le groupe commença à former une Association démocratique représentative (l'ADR), sans doute pour soutenir leurs campagnes électorales en tant que membres du CRD.
Le 19 novembre, Lunn quitta le CDR et réintégra le caucus allianciste peu après que Day consentait à tenir une nouvelle course à la chefferie de l'Alliance.
En mars 2002, Day perdit la course contre Stephen Harper et, le 10 avril, la plupart des membres du CDR réintègrèrent le caucus allianciste et mirent fin à leur coalition avec les progressistes-conservateurs, après que Clark repoussa les tentatives de Harper de chercher une plus grande coopération entre l'Alliance canadienne et le Parti PC. L'ADR fut dissoute.
Inky Mark opta pour demeurer en tant que conservateur indépendant aux communes au lieu de réintégrer le caucus allianciste, et se joignit plus tard au caucus progressiste-conservateur au début 2003.
La requête de Pankiw pour sa réadmission au caucus allianciste fut refusée, vu qu'il était embourbé dans un scandale politique dû à un affrontement violent avec un commettant amérindien. Il brigua le poste de maire de Saskatoon, Saskatchewan en 2003, tout en continuant de sièger aux communes, et attira de nouveau la controverse parce qu'il habitait en fait en dehors des limites de la ville de Saskatoon.
En 2004, Deborah Grey, s'étant retirée de la politique, nota dans ses mémoires politiques publiées que le nom complet du caucus PC-CDR était constamment mal rapporté par la presse, les commentateurs politiques et les médias en général. Le titre officiel de la coalition était "Coalition progressiste-conservatrice - Caucus démocratique réformiste", au lieu de Représentatif.